# جون ريدورن
جون ريدورن هو ممثل كندي، ولد في 30 يوليو 1975 في كندا.

## أعمال

### أفلام
- (2006) فيلم مخيف 4

## وصلات خارجية
- جون ريدورن على موقع IMDb (الإنجليزية)
- جون ريدورن على موقع ألو سيني (الفرنسية)
- جون ريدورن على موقع ألو سيني (الفرنسية)
- جون ريدورن على موقع أول موفي (الإنجليزية)
- جون ريدورن على موقع قاعدة بيانات الأفلام السويدية (السويدية)
- جون ريدورن على موقع قاعدة بيانات الفيلم (الإنجليزية)
- جون ريدورن على موقع كينوبويسك (الروسية)